# Canton des Deux-Sevi
Le canton de Deux-Sevi est une ancienne division administrative française, située dans le département de la Corse-du-Sud et la collectivité territoriale de Corse. Son chef-lieu était Piana.

## Histoire
- De 1833 à 1848, les cantons d'Evisa et de Piana avaient le même conseiller général. Le nombre de conseillers généraux était limité à 30[1].

- Le canton des Deux-Sevi est créé en 1973 par la fusion des cantons d'Évisa et de Piana.

- Il est supprimé par le décret du 24 février 2014, à compter des élections départementales de mars 2015[2]. Il est englobé dans le canton de Sevi-Sorru-Cinarca.

## Administration

### Conseillers généraux du Canton de Piana (1833-1973)
| Période                                  | Période           | Identité                                       | Étiquette             | Qualité |
| ---------------------------------------- | ----------------- | ---------------------------------------------- | --------------------- | --- |
| 1833                                     | 1848              | Louis Versini                                  |                       | Médecin, inspecteur du dépôt central des enfants trouvés à Ajaccio                                                                                                |
| 1848                                     | 1852              | Jean Stephanopoli                              |                       | Propriétaire à Ajaccio |
| 1852                                     | 1856              | Jean Vitus (Ghjuvan Vitu) Grimaldi (1805-1864) | Bonapartiste          | Médecin et littérateur, proifesseur de grammaire et de philosophie à Ajaccio, puis inspecteur de l'enseignement primaire Elu en 1856 dans le Canton de Calacuccia |
| 1856                                     | 1864              | Jean Stephanopoli (1820-1894)                  |                       | Capitaine d'infanterie, propriétaire à Cargèse |
| 1864                                     | 1870 (démission)  | Dominique François Ceccaldi                    | Républicain           | Avocat au barreau d'Ajaccio Nommé Préfet de la Corse en 1870 |
| 1871                                     | 1874              | M. Spinosi                                     |                       | |
| 1874                                     | 1881              | François Stephanopoli de Comnène               | Droite                | Conseiller à la Cour Impériale de Bastia |
| 1881                                     | 1889              | Dominique François Ceccaldi (1833-1897)        | Républicain           | Avocat - Député (1886-1889) |
| 1889                                     | 1890 (annulation) | Dominique Versini                              | Républicain           | Médecin, maire de Cristinacce |
| 1890                                     | 1897 (décès)      | Dominique François Ceccaldi (1833-1897)        | Républicain           | Avocat - Député (1886-1889 et 1890-1897) |
| 1897                                     | 1910              | André Ceccaldi                                 | Républicain           | Administrateur adjoint du Soudan français |
| 1910                                     | 1919              | Démétrius Dragacci                             | Rad.                  | Médecin à Cargèse |
| 1919                                     | 1922              | Joseph Ceccaldi                                | Républicain           | Administrateur adjoint du Soudan français, fils du maire de Piana                                                                                                 |
| 1922                                     | 1928              | Jean Colonna                                   | Républicain Démocrate | Ancien secrétaire général de Préfecture, maire de Cargèse |
| 1928                                     | 1940              | Joseph Antoine Ceccaldi                        | RG                    | Percepteur en retraite, maire de Piana |
|                                          |                   |                                                |                       | |
| 1945                                     | 1949 (décès)      | Théo Ceccaldi                                  | SFIO puis DVD         | |
| 1949                                     | 1962 (décès)      | Jean Alfonsi (1901-1962)                       | Rad.                  | Éleveur, ancien résistant Maire de Piana (1947-1962) |
| 1962                                     | 1973              | Nicolas Alfonsi (fils du précédent)            | Rad. puis MRG         | Avocat Député Maire de Piana (1962-2001) |
| Les données manquantes sont à compléter. |                   |                                                |                       | |

### Conseillers d'arrondissement du canton de Piana (de 1833 à 1940)
| Période                                  | Période | Identité                              | Étiquette    | Qualité |
| ---------------------------------------- | ------- | ------------------------------------- | ------------ | --- |
| 1833                                     |         | M. Stephanopoli                       |              | |
|                                          |         |                                       |              | |
| 1852                                     | 1858    | Vincent Ceccaldi                      |              | |
| 1858                                     | 1864    | Louis Jean-Baptiste Michel Varville   |              | Vérificateur des douanes à Ajaccio, propriétaire à Cargèse                                                  |
| 1864                                     | 1870    | Dominique-André Cuallacci (1821-1895) |              | Propriétaire à Cargèse                                                                                      |
| 1870                                     |         | Pietro Piétri (1819-1886)             |              | Capitaine en retraite à Piana                                                                               |
|                                          |         |                                       |              | |
| avant 1877                               | 1880    | Jean Alessandri                       |              | Propriétaire                                                                                                |
| 1880                                     |         | Pierre-Jean Versini                   |              | Ancien militaire, négociant à Piana                                                                         |
|                                          |         |                                       |              | |
| 1919                                     |         | M. Alessandri                         |              | |
|                                          |         |                                       |              | |
| 1937                                     | 1940    | François Gentili (1865-1944)          | Parti Pietri | Gendarme, greffier de la justice de paix à Piana                                                            |
| 1940                                     |         |                                       |              | Les conseils d'arrondissement ont été suspendus par la loi du 12 octobre 1940 et n'ont jamais été réactivés |
| Les données manquantes sont à compléter. |         |                                       |              | |

### Conseillers généraux du Canton d'Evisa (1833 à 1973)
| Période                                  | Période      | Identité                                       | Étiquette               | Qualité                                                                                               |
| ---------------------------------------- | ------------ | ---------------------------------------------- | ----------------------- | --- |
| 1833                                     | 1858         | Louis Versini                                  |                         | Médecin, inspecteur du dépôt central des enfants trouvés à Ajaccio                                    |
| 1858                                     | 1870 (décès) | Dorilio-Antoine Ceccaldi                       |                         | Membre du Conseil de santé de l'Armée (à la retraite), ancien conseiller d'arrondissement             |
| 1870                                     | 1874         | M. Versini                                     |                         | Avocat                                                                                                |
| 1874                                     | 1877         | Louis Versini                                  | Républicain             | Médecin, inspecteur du dépôt central des enfants trouvés à Ajaccio                                    |
| 1877                                     | 1889         | Jean-Chrysostome Ceccaldi                      | Bonapartiste            | Capitaine - Maire d'Evisa                                                                             |
| 1890                                     | 1895         | Dominique Versini                              | Républicain             | Médecin - Maire de Cristinacce (1878-1891), conseiller d'arrondissement                               |
| 1895                                     | 1901         | Toussaint Ceccaldi                             | Républicain             | Avocat puis substitut du Procureur de la République à Mirande (Gers), puis juge d'instruction à Corte |
| 1901                                     | 1913 (décès) | François Antoine, dit Toto Versini (1866-1913) | Républicain             | Maire de Marignana (1896-?)                                                                           |
| 1913                                     | 1919         | François Camilli                               | RG                      | Industriel à Paris                                                                                    |
| 1919                                     | 1931         | Joseph Massoni                                 | PRS                     | Comptable à la Compagnie Fraissinet à Marseille                                                       |
| 1931                                     | 1937         | Pascal Versini                                 | RG                      | Maire de Marignana                                                                                    |
| 1937                                     | 1940         | Aurèle Ceccaldi                                | Rad.                    | Médecin                                                                                               |
|                                          |              |                                                |                         | |
| 1945                                     | 1951         | Mathieu Ceccaldi                               | Rad. puis RPF           | |
| 1951                                     | 1973         | Antoine Castellani                             | SFIO puis Rad. puis MRG | Maire d'Évisa                                                                                         |
| Les données manquantes sont à compléter. |              |                                                |                         | |

### Conseillers d'arrondissement du canton d'Evisa (de 1833 à 1940)
| Période                                  | Période | Identité                                              | Étiquette | Qualité |
| ---------------------------------------- | ------- | ----------------------------------------------------- | --------- | --- |
| 1848                                     | 1852    | Dorilio-Antoine Ceccaldi                              |           | Capitaine en retraite                                                                                       |
| 1852                                     | 1855    | Toussaint Grimaldi                                    |           | |
| 1855                                     |         | Séraphin François-Xavier Colonna-Ceccaldi (1830-1872) |           | Propriétaire à Evisa                                                                                        |
|                                          |         |                                                       |           | |
| avant 1877                               | 1880    | M. Leca                                               |           | Propriétaire à Evisa                                                                                        |
| 1880                                     | 1889    | Dominique Versini                                     |           | Médecin, maire de Cristinacce                                                                               |
|                                          |         |                                                       |           | |
| 1934                                     | 1940    | M. Colonna-Ceccaldi                                   | Démocrate | |
| 1940                                     |         |                                                       |           | Les conseils d'arrondissement ont été suspendus par la loi du 12 octobre 1940 et n'ont jamais été réactivés |
| Les données manquantes sont à compléter. |         |                                                       |           | |

### Conseillers généraux du Canton des Deux-Sevi (1973 à 2015)
| Période | Période | Identité        | Étiquette            | Qualité                                                                                |
| ------- | ------- | --------------- | -------------------- | -------------------------------------------------------------------------------------- |
| 1973    | 2015    | Nicolas Alfonsi | MRG puis PRG puis SE | Avocat Maire de Piana (1962-2001) Député (1973-1978 et 1981-1988) Sénateur (2001-2014) |

- Résultats des élections cantonales

## Composition
Le canton de Deux-Sevi comprenait neuf communes et comptait 2 807 habitants, selon le recensement de 2008 (population municipale).
| Nom               | Code Insee | Intercommunalité    | Population (dernière pop. légale) |
| ----------------- | ---------- | ------------------- | --------------------------------- |
| Piana (chef-lieu) | 2A212      | CC Spelunca-Liamone | 484 (2014)                        |
| Cargèse           | 2A065      | CC Spelunca-Liamone | 1 308 (2014)                      |
| Cristinacce       | 2A100      | CC Spelunca-Liamone | 56 (2014)                         |
| Évisa             | 2A108      | CC Spelunca-Liamone | 205 (2014)                        |
| Marignana         | 2A154      | CC Spelunca-Liamone | 105 (2014)                        |
| Osani             | 2A197      | CC Spelunca-Liamone | 99 (2014)                         |
| Ota               | 2A198      | CC Spelunca-Liamone | 575 (2014)                        |
| Partinello        | 2A203      | CC Spelunca-Liamone | 101 (2014)                        |
| Serriera          | 2A279      | CC Spelunca-Liamone | 122 (2014)                        |

## Démographie
| 1975  | 1982  | 1990  | 1999  | 2006  | 2011  | 2012  |
| ----- | ----- | ----- | ----- | ----- | ----- | ----- |
| 2 691 | 2 574 | 2 623 | 2 496 | 2 755 | 2 950 | 3 018 |